# Перейраш-Гаре
Перейраш-Гаре (порт. Pereiras-Gare; МФА: [pɨ.ˈɾɐj.ɾɐʒ-ˈga.ɾɨ]) — парафія в Португалії, у муніципалітеті Одеміра. Розташована в південній частині країни, на теренах історичної португальської провінції Алентежу. Входить до складу округу Бежа. За адміністративним поділом, чинним до 1976 року, терени парафії були складовою провінції Нижнє Алентежу. Належить до Безької діоцезії Католицької церкви. Патрон — Діва Марія. Площа — 63,8930 км². Населення — 271 ос. (2011). Слабо урбанізований регіон. Густота населення — 4,24 осіб/км²
. Код — 021112.

## Населення
| 1991 | 2001 | 2011 |
| 501  | 373  | 271  |